# Nervio motor
Un nervio motor es un nervio originado en el sistema nervioso central, más frecuentemente de la médula espinal, que envía señales motoras desde el SNC a los músculos del cuerpo. Es necesario diferenciar a la neurona motora, que es microscópica  y está formada por un cuerpo celular y un axón, mientras que el nervio está formado por haces de numerosos axones. Los nervios motores actúan como nervios eferentes que llevan la información desde el SNC, a diferencia de los nervios aferentes (llamados nervios sensoriales), que envían señales de los receptores sensoriales de la periferia hacia el SNC. También hay nervios que sirven como nervios sensoriales y motores llamados nervios mixtos.

## Estructura y función

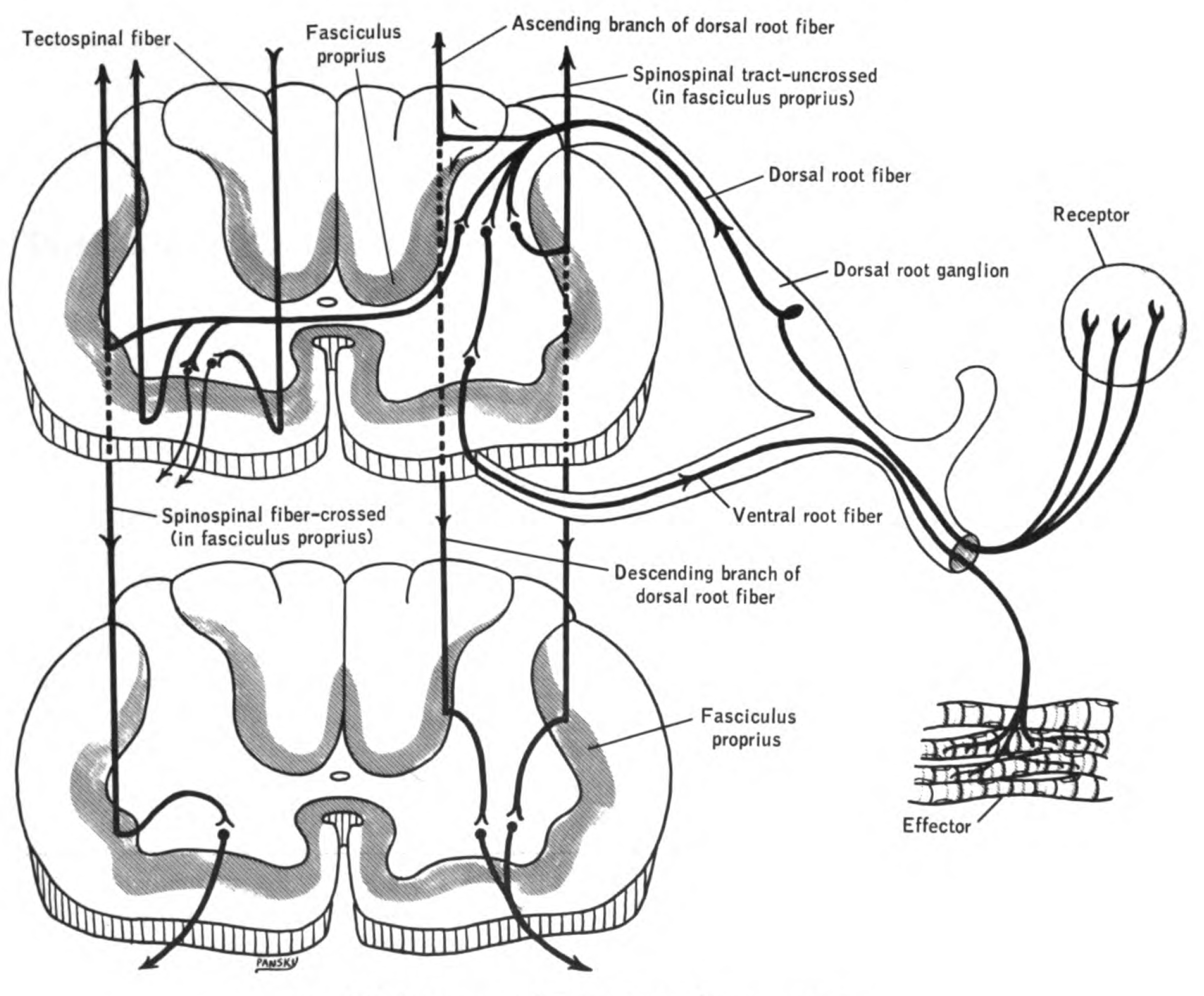
Nervio motor (abajo derecha).

Las fibras nerviosas motoras transmiten señales desde el SNC a las neuronas periféricas del tejido muscular proximal. Las terminales de los axones de los nervios motores inervan el esqueleto y el músculo liso, ya que están muy involucrados en el control muscular. Los nervios motores tienden a ser ricos en vesículas de acetilcolina debido al nervio motor, un conjunto de ejes de nervios motores que entregan señales motoras y señales para el movimiento y el control motor Las vesículas de calcio residen en los terminales de los axones de los haces nerviosos motores. La alta concentración de calcio fuera de los nervios motores presinápticos aumenta el tamaño de los EPP (potenciales de la placa final).

## Tejidos protectores
Dentro de los nervios motores, cada axón está envuelto por el endoneuro, que es una capa de tejido conectivo que rodea la vaina de mielina. 

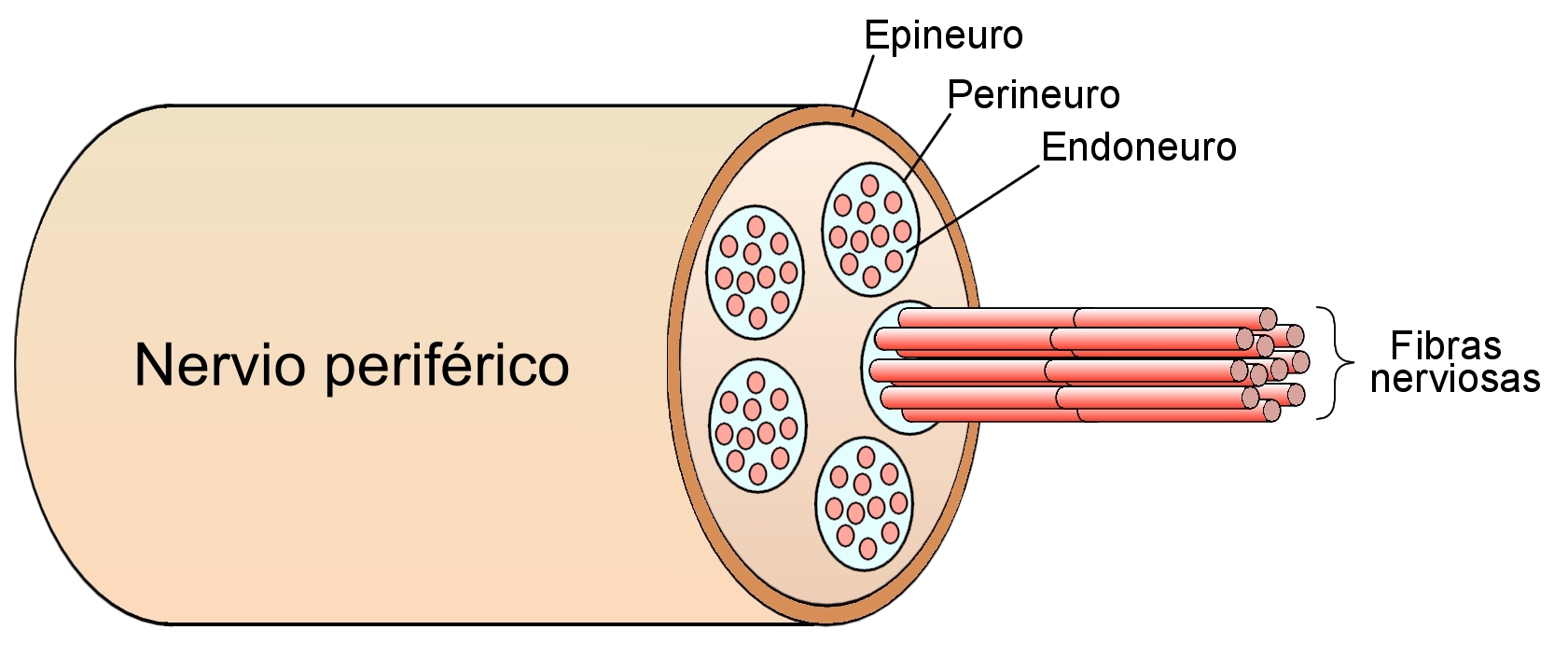
Nervio.

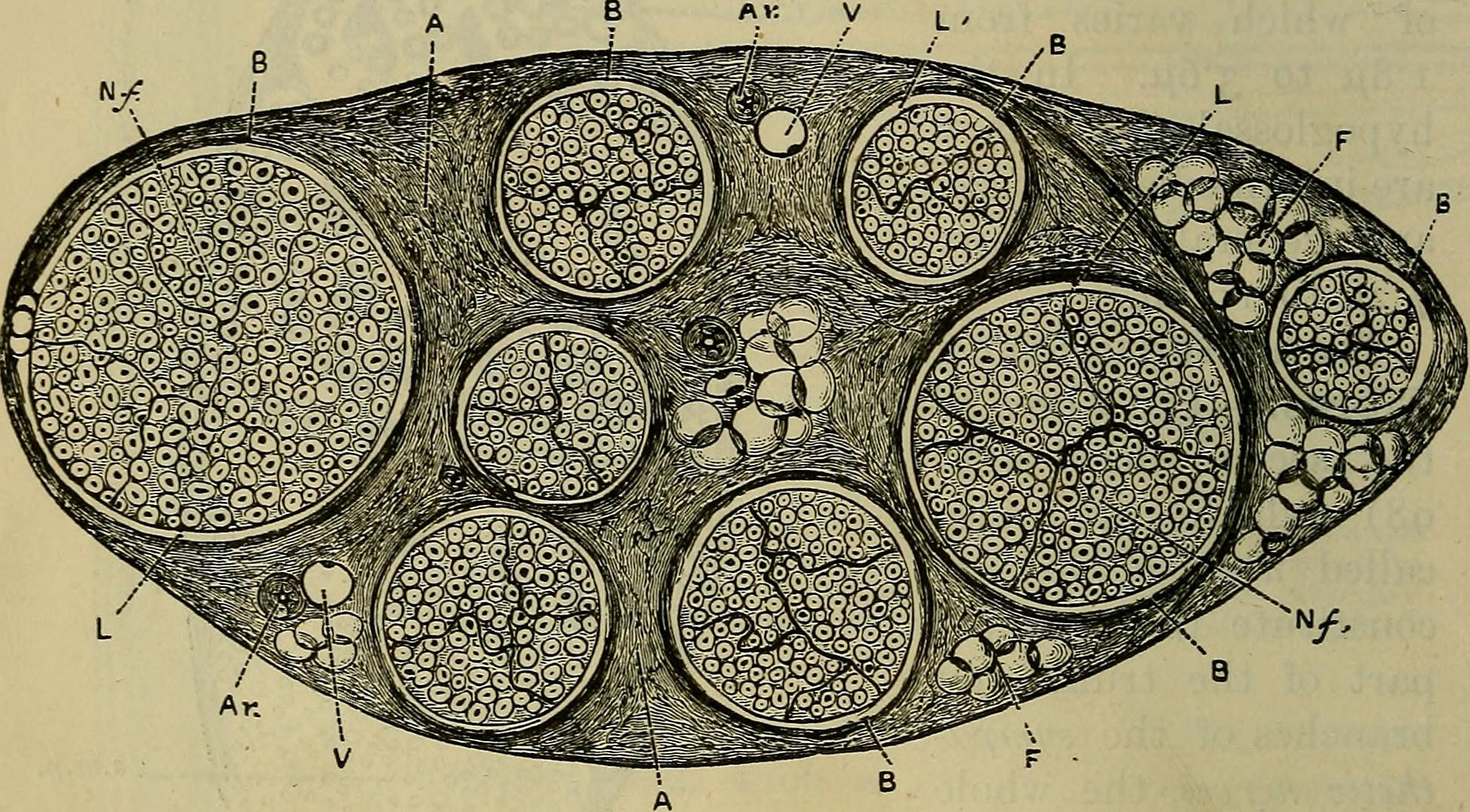
Nervio motor con fibras envueltas en endoneuro. Nervio vago, corte transversal. (1893, Baker).

Los haces de axones se llaman fascículos, que están envueltos en perineuro. Todos los fascículos envueltos en el perineuro están unidos y envueltos por una última capa de tejido conectivo conocida como epineuro. Estos tejidos protectores defienden los nervios de las lesiones, los patógenos y ayudan a mantener la función nerviosa. Las capas de tejido conectivo mantienen la velocidad a la que los nervios conducen los potenciales de acción.

## Salida de la médula espinal
La mayoría de las vías motoras se originan en la corteza motora del cerebro; corren por el tronco encefálico y la médula espinal dentro de la columna gris anterior.
En la médula espinal la vía motora hace relevo en las Motoneuronas del asta ventral de cada lado. 
Los nervios motores formados por los axones de las motoneuronas, salen de la médula espinal formando las raíces anteriores.

## Tipos de nervios motores

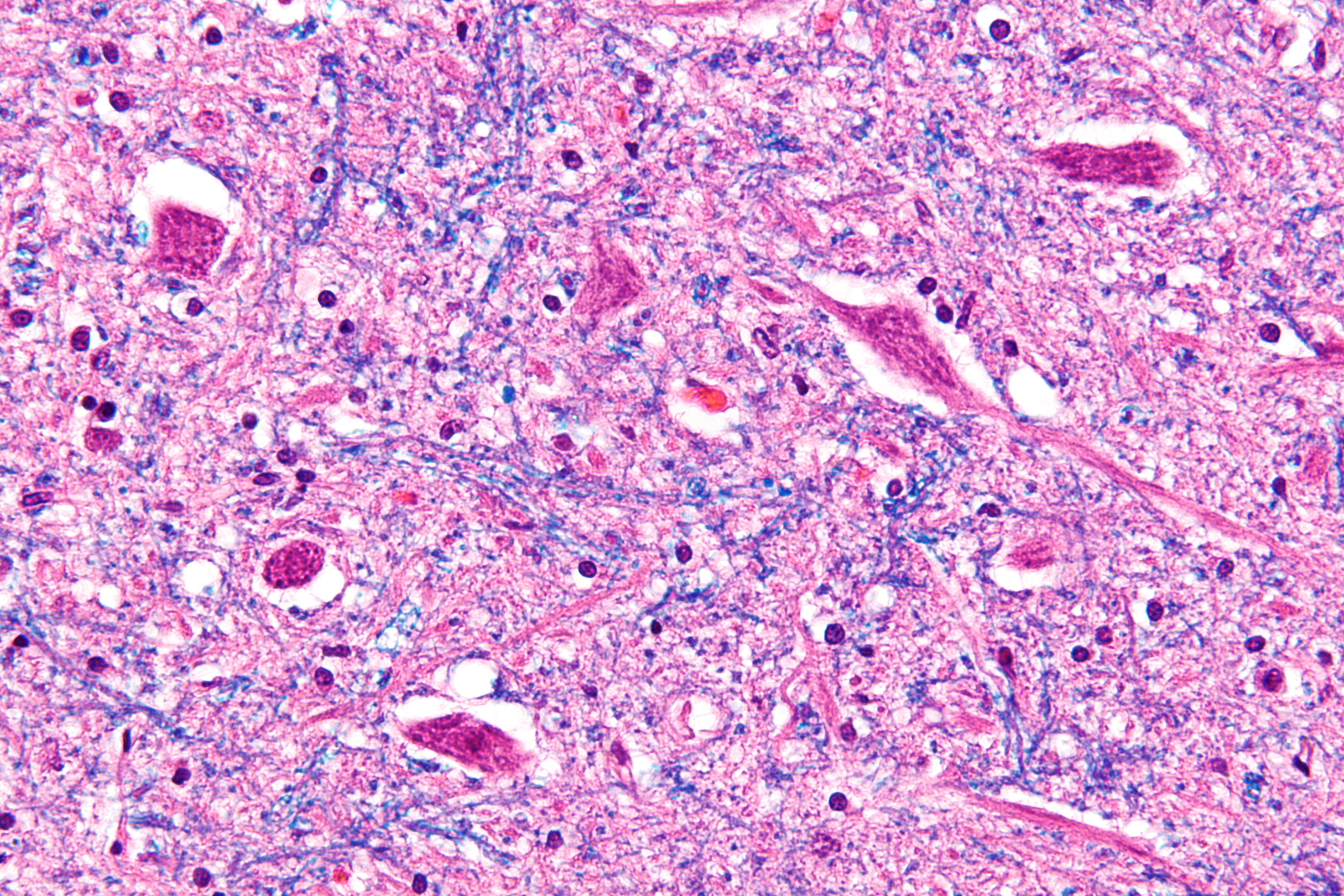
Micrografía de muy alto aumento del bulbo raquídeo que muestra el cuarto ventrículo y los núcleos del nervio hipogloso y del nervio vago. Tinción H&E-LFB.

Los nervios motores pueden variar según el subtipo de neurona motora con la que están asociados.

### Alfa
Las neuronas motoras alfa se dirigen a las fibras musculares extrafusales. Los nervios motores asociados con estas neuronas inervan las  fibras musculares esqueléticas extrafusales y son responsables de la contracción muscular. Estas fibras nerviosas tienen el diámetro más grande de las neuronas motoras y requieren la velocidad de conducción más alta de los tres tipos.

### Beta
Las neuronas motoras beta inervan las fibras intrafusales de los husos neuromusculares. Estos nervios son responsables de señalar las fibras musculares de contracción lenta.

### Gamma
Las neuronas motoras gamma, a diferencia de las neuronas motoras alfa, no están directamente involucradas en la contracción muscular. Los nervios asociados con estas neuronas no envían señales que ajusten directamente el acortamiento o alargamiento de las fibras musculares. Sin embargo, estos nervios son importantes para mantener tensos los husos musculares.

## Neurodegeneración
La degeneración neural motora es el debilitamiento progresivo de los tejidos neurales y las conexiones del sistema nervioso. Los músculos comienzan a debilitarse ya que no hay más nervios motores o vías que permitan la inervación de los músculos. Las enfermedades de las neuronas motoras pueden ser virales, genéticas o ser el resultado de factores ambientales. Las causas exactas siguen sin estar claras, sin embargo, muchos expertos creen que los factores tóxicos y ambientales juegan un papel importante

## Neurorregeneración

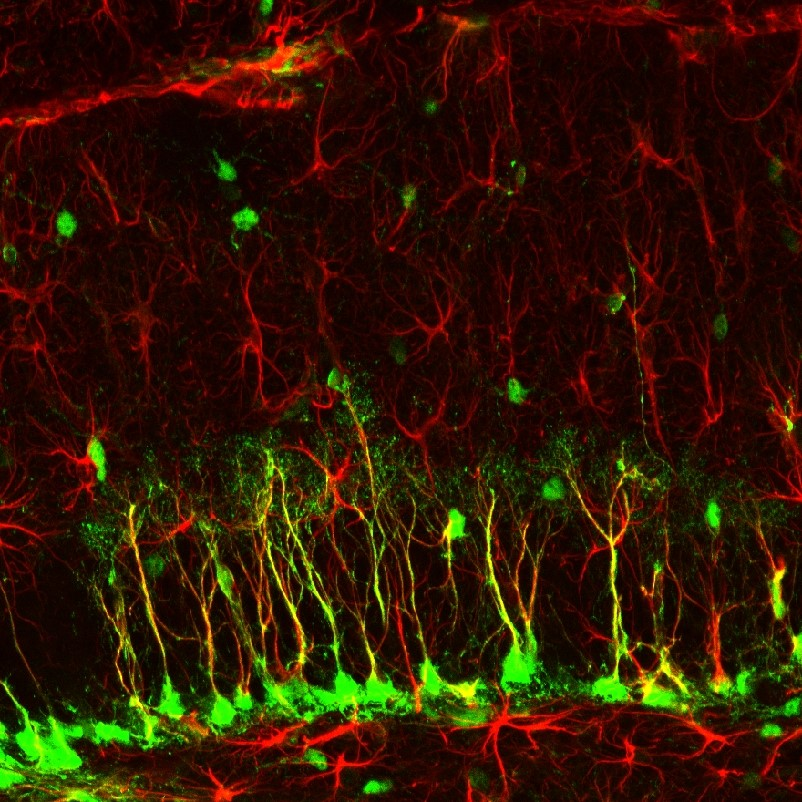
Células madre neurales vistas en verde

Hay una débil capacidad regenerativa de los nervios y no se pueden crear nuevas células nerviosas sin más. El entorno exterior también puede desempeñar un papel en la regeneración de los nervios. Las células madre neurales (CMN), sin embargo, son capaces de diferenciarse en muchos tipos diferentes de células nerviosas. Esta es una forma en que los nervios pueden "repararse" a sí mismos. El trasplante de CMN en zonas dañadas suele llevar a que las células se diferencien en astrocitos, lo que ayuda a las neuronas circundantes. Las células de Schwann tienen la capacidad de regenerarse, pero la capacidad de estas células para reparar las células nerviosas disminuye con el tiempo, así como la distancia de las células de Schwann al lugar del daño.